# Colour (MNEK)
Colour è un singolo del cantante britannico MNEK, pubblicato il 1º giugno 2018 come terzo estratto dal primo album in studio Language.

## Descrizione
Sesta traccia dell'albu, Colour, che vede la partecipazione della cantante statunitense Hailee Steinfeld, è un brano pop.

## Video musicale
Il videoclip, diretto da Bradley & Pablo, è stato reso disponibile il 28 giugno 2018.

## Tracce
Testi e musiche di Uzoechi Emenike, Anne-Marie Nicholson, Arthur Smith e Raoul Chen.
Download digitale
1. Colour (feat. Hailee Steinfeld) – 3:21

Download digitale – Cahill Remix
1. Colour (feat. Hailee Steinfeld) (Cahill Remix) – 3:04

Download digitale – Acoustic
1. Colour (feat. Hailee Steinfeld) (Acoustic) – 3:25

## Formazione
Musicisti
- MNEK – voce, tastiera, programmazione
- Hailee Steinfeld – voce aggiuntiva
- Diztortion – batteria, tastiera, programmazione

Produzione
- MNEK – produzione, registrazione
- Diztortion – produzione
- Bill Zimmerman – ingegneria del suono
- Matt Colton – mastering
- Phil Tan – missaggio

## Classifiche
| Classifica (2018) | Posizione massima |
| ----------------- | ----------------- |
| Irlanda           | 66                |
| Regno Unito       | 92                |